# Persian Risk
Persian Risk ist eine walisische New-Wave-of-British-Heavy-Metal- und Hard-Rock-Band aus Cardiff, die 1979 gegründet wurde, sich 1987 auflöste und seit 2012 wieder aktiv ist. Von 1992 bis 1995 wurde die Gruppe zudem in den USA wiederbelebt.

## Geschichte
Die Band setzte sich aus Mitgliedern zusammen, die aus verschiedenen Teilen Glamorgans stammten, wobei sie ihren Sitz in Cardiff nahm. Die Gründung fand 1979 durch den Gitarristen Phil Campbell statt. Neben ihm bestand die Besetzung anfänglich aus dem Gitarristen Dave Bell, dem Sänger Jon Deverill, dem Bassisten Nick Hughes und dem Schlagzeuger Russell „Razz“ Lemon. In den ersten zwei Jahren hielt die Gruppe lokale Auftritte ab, wodurch sie regionale Bekanntheit erlangte. Während dieser Zeit änderte sich die Besetzung mehrfach, so hatten 1980 Deverill und Bell die Band verlassen, um bei Tygers of Pan Tang vorzusprechen, wobei nur ersterer mit seinem Einstiegsgesuch erfolgreich war. Nach diesem Abgang kam als neuer Sänger Carl Sentance hinzu, der bereits zuvor mit Lemon und Hughes bei der Band Lead Star gespielt hatte. Bis Mitte 1981 steigerte die Gruppe ihre Bekanntheit immer weiter, wobei ein erstes Demo im Jahr 1980 aufgenommen worden war. Durch die erhöhte Popularität wurde der Gruppe unter anderem nun auch ein Konzert mit Budgie vor ca. 1.000 Fans (anderen Quellen sprechen von 2.000 Zuschauern) sowie ein Auftritt in der lokalten Radiosendung Red Dragon Rock Show möglich. Da die Band schon einige eigene Lieder wie Hang On, Maybe I Could Change, Streetwalker und Take a Trip im Repertoire hatte, veröffentlichte das Quintett, welches schon in der Rubrik Armed and Ready im Kerrang einen Vorstellungsartikel vorweisen konnte, gegen Ende 1981 die selbstfinanzierte Single Calling for You, die die B-Seite Chase the Dragon enthält. Da die Originalpressung der Single in einer Auflage von 1.000 Stück schon bald ausverkauft war, wurden die größeren Labels auf die Band aufmerksam. Nachdem der Gitarrist Alex Lohfink die Besetzung verlassen hatte, wurde eine neu aufgenommene Version von Calling for You zum 1982er Sampler Heavy Metal Heroes Volume II, welcher bei Heavy Metal Records erschien, beigetragen. Zudem festigte die Band eine Beziehung zu Neat Records, woraufhin das Lied 50,000 Stallions Eingang auf den Sampler 60 Minutes Plus fand, welcher 1982 als Kompaktkassette erschien. Als erste Single bei Neat Records wurde 1983 Ridin’ High mit der B-Seite Hurt You publiziert. Die Single verkaufte sich in recht hohen Mengen, wobei sie eine längere Zeit in den Kerrang-Singlecharts verblieb. Da es jedoch nicht gelang, ein Album bei dem Label zu veröffentlichen, nahm die Band ein weiteres Demo auf, das unter anderem die Lieder Night Prowler, Sky’s Falling Down und Dark Tower enthält. Zu dieser Zeit gab Persian Risk zudem weitere Konzerte, unter anderem im Marquee Club. In der zweiten Hälfte des Jahres 1983 wurde der Gitarrist Phil Campbell von Motörhead abgeworben. Durch den so entstandenen Kontakt zwischen beiden Gruppen war es Persian Risk 1984 möglich, Motörhead bei ihrer Tour durch Großbritannien begleiten zu dürfen. Ein weiterer Besetzungswechsel ereignete sich gegen Ende des Jahres 1983, als der Schlagzeuger Lemon die Besetzung verließ. Die Band bestand nun nur noch aus dem Sänger Sentance und dem Bassisten Hughes, ergänzt wurde die Besetzung Ende 1984 durch den Gitarristen Graham Bath und den Schlagzeuger Dixie Lee, letzterer wurde kurze Zeit später wiederum durch Steve Hopgood ersetzt. Über Zebra Records, ein Sub-Label von Cherry Red Records, erschien daraufhin die EP Too Different, die neben dem Titellied die beiden Songs Sky’s Falling Down und Dark Tower enthält. Der Tonträger war von Guy Bidmead abgemischt worden. Da sich die EP recht gut verkaufte, wurden Demoaufnahmen, unter anderem von den Songs Once a King, Out of Control und Fugitive, angefertigt. Für Anfang 1985 wurde die Veröffentlichung einer weiteren Single verkündet, welcher ein Album folgen sollte. Hierzu kam es jedoch nicht, obwohl bereits mehrere Aufnahmen angefertigt worden waren, da sich Zebra Records von der Band trennte. Stattdessen absolvierte die Band weitere Tourneen und veröffentlichte 1985 eine Kompaktkassette mit Live-Songs. Etwas später kam Phil „Wrathchild“ Vokins as zweiter Gitarrist hinzu. Daraufhin war die Band in der TV-Sendung ECT zu sehen, in der sie die Songs Women in Rock, Rise Up und Too Different vortrug. Anfang 1986 war es stiller geworden um die Gruppe, Carl Sentance hatte sich mittlerweile nebenbei schon anderen Projekten gewidmet. Daraufhin wurde Metal Masters Records auf die Band aufmerksam und bot an, das bisher unveröffentlichte Material, das für Zebra Records aufgenommen worden war, zu publizieren. Im selben Jahr erschien daraufhin das Album Rise Up. Es war Anfang 1986 bei Metal Masters Records veröffentlicht worden, fast ein Jahr nachdem es aufgenommen worden war. Es folgten Aufnahmen für die Friday Rock Show, die am 11. Juli 1986 ausgestrahlt wurden. Hier spielte die Gruppe die Lieder Jane, Women in Rock, Break Free und das ansonsten unveröffentlichte One Day One Night. Bei den Aufnahmen half Philip James als Keyboarder aus. Bereits als das Album in den Handel kam, war die Besetzung der Band zerbrochen: Nur noch Sentance, Hughes und Vokins bildeten die Gruppe, während Hopgood und Bath zu Battlezone gewechselt waren. Pläne, die Band unter dem Namen Risk fortzuführen, wurden schnell wieder verworfen. Nach weiteren erfolglosen Bemühungen verließ Sentance später im Jahr ebenfalls die Besetzung. Als neuer Sänger stieß das ehemalige Satan-Mitglied Lou Taylor hinzu. Anfang 1987 jedoch verließ Nick Hughes die Band, um Idol Rich beizutreten, was das Ende für Persian Risk bedeutete. Die weiteren Mitglieder widmeten sich daraufhin ebenfalls anderen musikalischen Projekten.
Anfang der 1990er Jahre zog Sentance in die USA um. Er beschloss dort dann mit dem Gitarristen Mark Allen Lanoue und dem Schlagzeuger Fred Wendal, Persian Risk im Jahr 1992 in Orlando, Florida, wieder zu beleben. Die Gruppe spielte in verschiedenen Clubs der USA: Zu zwei Drittel jedoch Coversongs, während es sich bei den restlichen um Originalmaterial handelte. Phil Campbell wurde daraufhin während einer Nordamerika-Tour mit Motörhead auf die Band aufmerksam. Er schlug vor, zusammen mit Persian Risk zu spielen, wozu es aufgrund der hektischen Tourenplanung Motörheads jedoch nicht kam. 1995 löste sich die US-Version von Persian Risk auf, Gründe hierfür waren Besetzungswechsel und Immigrationsprobleme seitens Sentance, die ihn zwangen, zurück nach England zu ziehen.
1996 fand sich Persian Risk für einen Auftritt in einem kleinen Londoner Club wieder zusammen. Neben Sentance bestand die Besetzung aus Hopgood und Bath. Beim Spielen der Zugabe war außerdem Paul Di’Anno vertreten. Bei dem Auftritt wurden unter anderem die Lieder Women in Rock, Ridin’ High und eine Coverversion des Alice-in-Chains-Songs Man in the Box gespielt.
2012 wurde die Band wiederbelebt, und noch im selben Jahr erschien das Album Once a King, dem sich 2015 Who Am I anschloss. 2014 war die Band auf dem Keep It True zu sehen.

## Stil
Malc Macmillan schrieb in seinem Buch The N.W.O.B.H.M. Encyclopedia, dass es sich bei Persian Risk um die versierteste und verehrteste walisische Band der NWoBHM handelte, wobei sie von Gruppen wie Tok-io Rose oder Traitors Gate zwar imitiert, aber niemals übertroffen worden sei. Die Debütsingle bezeichnete er als NWoBHM-Klassiker, wobei vor allem das Titellied genre-definierend sei. Es handele sich um einen kraftvollen und melodischen Song, der mit den Werken von Iron Maiden, Mendes Prey und Tygers of Pan Tang vergleichbar sei. Chase the Dragon hingegen sei „schrulliger“ und „heavier“. Die Lieder des zweiten Demos seien etwas stilvoller und eingängiger als das Material zuvor. Auf Too Different sei eine kommerziellere und melodischere Tendenz erkennbar. Die Musik hierauf sein nun weniger „heavy“, bei Sky’s Falling Down handele es sich um eine Ballada, während sich Dark Tower Material von Tytan annähere.
Otger Jeske und Matthias Mader bezeichneten die Band in NWoBHM New Wave of British Heavy Metal – The glory Days als eine der talentiertesten Gruppen der NWoBHM. Die EP Too Different gehöre zur „absoluten Creme“ der NWoBHM des Jahres 1984. Das Album Rise Up sei „viel zu lasch“ und werde dem Potential der Band nicht gerecht.
Eduardo Rivadavia von Allmusic bezeichnete die Gruppe als einen der besten walisischen Beiträge zur frühen New Wave Wave of British Heavy Metal. Calling for You gebe sich bemerkenswert professionell und sei eine Art lokaler Hit gewesen.
Martin Popoff schrieb in The Collector’s Guide of Heavy Metal Volume 2: The Eighties, dass die Band auf Rise Up wie eine schmutzige britische Version von Dokken klingt, jedoch ein wenig verzweifelter und klaustrophobisch und weniger definierbar. Der Gesang sei stark und die Harmonien beständig. Oliver Weinsheimer vom Rock Hard schrieb in seiner Rezension zu Once a King, dass dies „eines der besten NWOBHM-Comebacks“ ist, wohingegen das Debütalbum nur durchwachsen gewesen sei. Die Musik sei gut produziert, sehr abwechslungsreich, melodisch und sie befinde „sich perfekt in der Schnittmenge von klassischer NWOBHM und knackigem Hardrock“. Auch der Gesang und das Spiel des Keyboards wurden von ihm positiv hervorgehoben. Gelegentlich hätten die Songs auch einen progressiven Charakter.

## Diskografie
- 1980: Demo (Demo, Eigenveröffentlichung)
- 1981: Calling for You (Single, SRT Productions Ltd.)
- 1983: Demo '83 (Demo, Eigenveröffentlichung)
- 1983: Ridin' High (Single, Neat Records)
- 1984: Too Different (EP, Zebra Records)
- 1986: Rise Up (Album, Metal Masters Records)
- 2012: Why (Single, Eigenveröffentlichung)
- 2012: Once a King (Album, Eigenveröffentlichung)
- 2014: Who Am I? (Album, Eigenveröffentlichung)